# Stanisław Stadnicki (kasztelan przemyski)
Stanisław Stadnicki herbu Szreniawa bez Krzyża (ur. ok. 1582 w Trokach, zm. w 1610) –   marszałek Trybunału Głównego Koronnego w 1608 roku, kasztelan przemyski w latach 1606-1610, poseł na sejmy.

## Życiorys
Był posłem na sejm w latach 1590, 1592, 1593, 1595, 1596, 1597, 1606 i 1609, reprezentując województwo ruskie.
4 lipca 1606 roku dostał od króla Zygmunta III Wazy nominację na stanowisko kasztelana przemyskiego, w nagrodę za to, że Stadnicki opowiedział się za królem w czasie rokoszu Zebrzydowskiego (Stanisław Diabeł Stadnicki opowiedział się po stronie rokoszu). 7 października 1606 roku podpisał ugodę pod Janowcem.
Jego życie było wypełnione procesami sądowymi, zajazdami i wojnami z sąsiadem Janem Tomaszem Drohojowskim.
Był wyznawcą kalwinizmu, w 1594 roku przeszedł na katolicyzm.

## Życie rodzinne
Był wnukiem Andrzeja Stadnickiego, kasztelana sanockiego, synem Stanisława Stadnickiego, kasztelana sądeckiego i Barbary Korytkówny, córki Jana Korytki, stolnika lwowskiego. Miał brata Adama Aleksandra, wojewodę bełskiego.
Był dwukrotnie żonaty. Ze związku z Jadwigą Fredro nie miał dzieci. Z małżeństwa z Heleną Leśnowolską miał syna Jana Adama. Helena Stadnicka po śmierci męża wyszła za Mikołaja Kiszkę, kasztelana trockiego.